# ヴッパータール・ベーテル神学大学
ヴッパータール・ベーテル神学大学（英語: Protestant University Wuppertal/Bethel、公用語表記: Kirchliche Hochschule Wuppertal/Bethel）は、ヴッパータール（ドイツ・ノルトライン＝ヴェストファーレン州）に本部を置くドイツの教会立大学。1905年創立、1979年大学設置。大学の略称はKiHo。
1905年創立のベーテル神学大学、1935年創立のヴッパータール神学大学が2007年に組織統合し、現在の校名となる。福音主義神学の専門単科大学としては、ドイツで最も古い歴史を持つ。また、かつてヴォルフハルト・パネンベルク、ユルゲン・モルトマンらが教鞭を執ったことでも知られる。
2011年現在、専任教員17名、学生数およそ150名、他大学に在籍しつつ単位履修する聴講生は70名前後となっている。

## 設立の経緯
前身の一つ、ベーテル神学大学は、キリスト教社会福祉共同体ベーテルの創設者フリードリヒ・フォン・ボーデルシュヴィンク牧師(de:Friedrich von Bodelschwingh der Ältere)によって、1905年に「ベーテル神学校（Theologische Schule Bethel)」としてベーテル共同体のあるビーレフェルトに開校した。それは、キリスト教社会福祉活動は神学的省察が常に行われることなくしては成し得ないというボーデルシュヴィンクの信念の具体化であった。国家社会主義（ナチズム）が政権を握ると、ベーテル神学校はナチズムに反対するドイツのプロテスタント・キリスト者のグループであるいわゆる告白教会（de:Bekennende Kirche）の側に立ったため、ナチス政権によって1939年に閉鎖に追い込まれた。
また、ヴッパータールでは、告白教会の牧師養成機関としてベルリンに設立された改革派神学大学（ダーレム校）のエルバーフェルト校として、ナチズムに反対する神学者・牧師であるマルティン・ニーメラー、カール・インマーらの主導により、1935年8月14日に神学大学が開校した。ヴッパータールの地が選ばれたのは、ナチスの統制下に置かれてしまった従来の国立大学神学部、とりわけカール・バルトを退職処分にしたボン大学に対抗する意味合いがあった。
開校に際して41人が学籍登録を行い、1935年11月1日に開校礼拝が行われるはずだったが、同日付で国家秘密警察（ゲシュタポ）より活動禁止処分を下されてしまう。そこですでに存在していたエルバーフェルト神学校を隠れ蓑にして授業が開始されたが、この神学校も1936年12月14日にやはりゲシュタポにより閉校させられる。さらにハインリヒ・ヒムラーの指令により1937年8月29日に告白教会の牧師養成活動がすべて禁止となる中で、エルバーフェルト校の活動はヴッパータール、ケルン、エッセンと場所を変えつつ秘かに継続されたが、戦争の激化に伴い教師・学生の多くが徴兵されていったため、1941年3月に活動停止を余儀なくされた。

## 1945年以降
ベーテル神学校は、1945年の敗戦およびナチス政権の崩壊後、同年秋に再建され、1979年には博士号授与権および大学教授資格審査権を持つ大学として国により認可された。
ヴッパータールでも戦争終結のわずか数週間後、地元の企業家らによって再開準備が始まった。早くも1945年の冬学期には教授陣の顔ぶれが整い、ヴッパータール神学校（Theologische Schule Wuppertal）として開校された。設立主体は告白教会の一翼を担っていた古プロイセン兄弟教会評議会とされ、後に神学大学法人がつくられて運営を行った。1799年設立のバルメン宣教団（現・福音主義宣教団）の発祥地であり、俗に「聖なる山」と呼ばれていたヴッパータール市内ハルトベルクの丘の上にキャンパスが置かれることになった。
ヴッパータール神学校は、1976年以降はラインラント州教会立の神学大学（Kirchliche Hochschule Wuppertal）となった。同じヴッパータール市内に1972年に新設された国立総合大学であり、人文学域（学部）のなかに福音主義神学科およびカトリック神学科を設置するベルク大学ヴッパータール（通称：ヴッパータール大学）とは協力関係にある。この協力関係のもとで、1999年にはヴッパータール神学大学の一機関として聖書考古学研究所が置かれ、ヨルダン等における発掘調査に参加している。なお、ヴッパータール・ベーテル神学大学とヴッパータール大学はしばしば混同されがちであるが、前者は教会立の私立大学、後者は国立大学で、まったくの別組織である。付言するならば、ヴッパータール・ベーテル神学大学ヴッパータールキャンパスの使命が牧師(聖職者)養成である一方、ヴッパータール大学人文学域福音主義神学科の使命は中等教育機関(日本の中学校および高等学校相当)における宗教科教師の育成(当人の信仰の有無は必ずしも問われない)であり、前者で取得できる学位が神学(Theologie)の研究職学位(Doktor der Theologie)および聖職者の専門職学位(Magister der Theologie)である一方、後者は教職専門学位(Master of Education)もしくは学術博士号(Doktor der Philosophie)であるところに大きな違いがある。

## 教育内容
伝統的な福音主義神学である旧約聖書学、新約聖書学、教理史、組織神学、教義学および実践神学を柱としているが、最近では宣教学、宗教学、エキュメニカル神学を担当する教授もおり、今後もこれらの分野のさらなる拡充が見込まれる。
教会立の大学ではあるものの、教育水準は国立大学のそれと同等であり、入学に必要な資格も国立大学と同じである。また、所定の単位を修得し、試験に合格することにより、以下の学位が取得可能である。
神学修士(Magister der Theologie)

福音主義神学修士(Diplom Evangelische Theologie)

神学博士(Doktor der Theologie)

修士(ディアコニーマネージメント学)(Master of Arts in Diakoniemanagement)

ディアコニー学博士(Doktor der Diakoniewissenschaft)

また、大学教授資格審査(Habilitation)を行うことのできるドイツ唯一の福音主義神学専門大学である。

## 現状と今後
2003年1月に開かれたラインラント州教会総会において、牧師の養成および継続教育を担っていたさまざまな機関をより緊密化させることが決議された。これに基づいてヴッパータール神学センターが設置され、ヴッパータール神学大学(当時)はその一翼を担うものとされた。
さらに2005年11月17日には、ラインラント福音主義教会とヴェストファーレン福音主義教会の合意によってヴッパータール神学大学とベーテル神学大学は組織合同し、2007年1月よりヴッパータール・ベーテル神学大学となった。ビーレフェルトにある旧ベーテル神学大学のキャンパスはディアコニー学を専門に学ぶキャンパスとなり、ヴッパータールのキャンパスは引き続き牧師養成を行う場とされた。
ヴッパータールの敷地内には4つの州教会（ラインラント、ヴェストファーレン、リッペ、福音主義改革派）が合同で設置している牧師訓練研修所（Seminar für pastorale Ausbildung）があり、神学大学その他で神学の高等教育を修了して州教会の牧師補（Vikar）となった者は、この研修所で19週間にわたる教会および宗教教育現場のための実践訓練を受けることになっている。なお、この研修所には上記4州教会以外の牧師補のほか、外国の牧師補および牧師も入所して訓練を受けることが可能である。

## 著名な講師ならびに卒業生
組織神学
- ユルゲン・モルトマン　旧ヴッパータール神学大学元講師
- ヴォルフハルト・パネンベルク　旧ヴッパータール神学大学元講師（1958-1961）

実践神学
- ルドルフ・ボーレン　旧ヴッパータール神学大学元講師（1958-1972）
- クリスティアン・メラー　旧ヴッパータール神学大学元講師、ハイデルベルク大学神学部名誉教授

聖書学
- ギュンター・ボルンカム　新約聖書学者、ハイデルベルク大学神学部教授

卒業生
- ニコラウス・シュナイダー 神学者、牧師。2010年11月9日から2014年11月10日までドイツ福音主義教会EKD常議員会議長
- ヨッヘン・ボール　ルター派神学者、牧師。2009年10月にボールはドイツ福音主義教会(EKD)常議員に選出され、2010年11月9日にドイツ福音主義教会常議員会副議長に就任
- 大住雄一（1955-2019）東京神学大学元学長、旧ベーテル神学大学留学
- 小友聡　東京神学大学教授、旧ベーテル神学大学留学